# 合わせ鏡

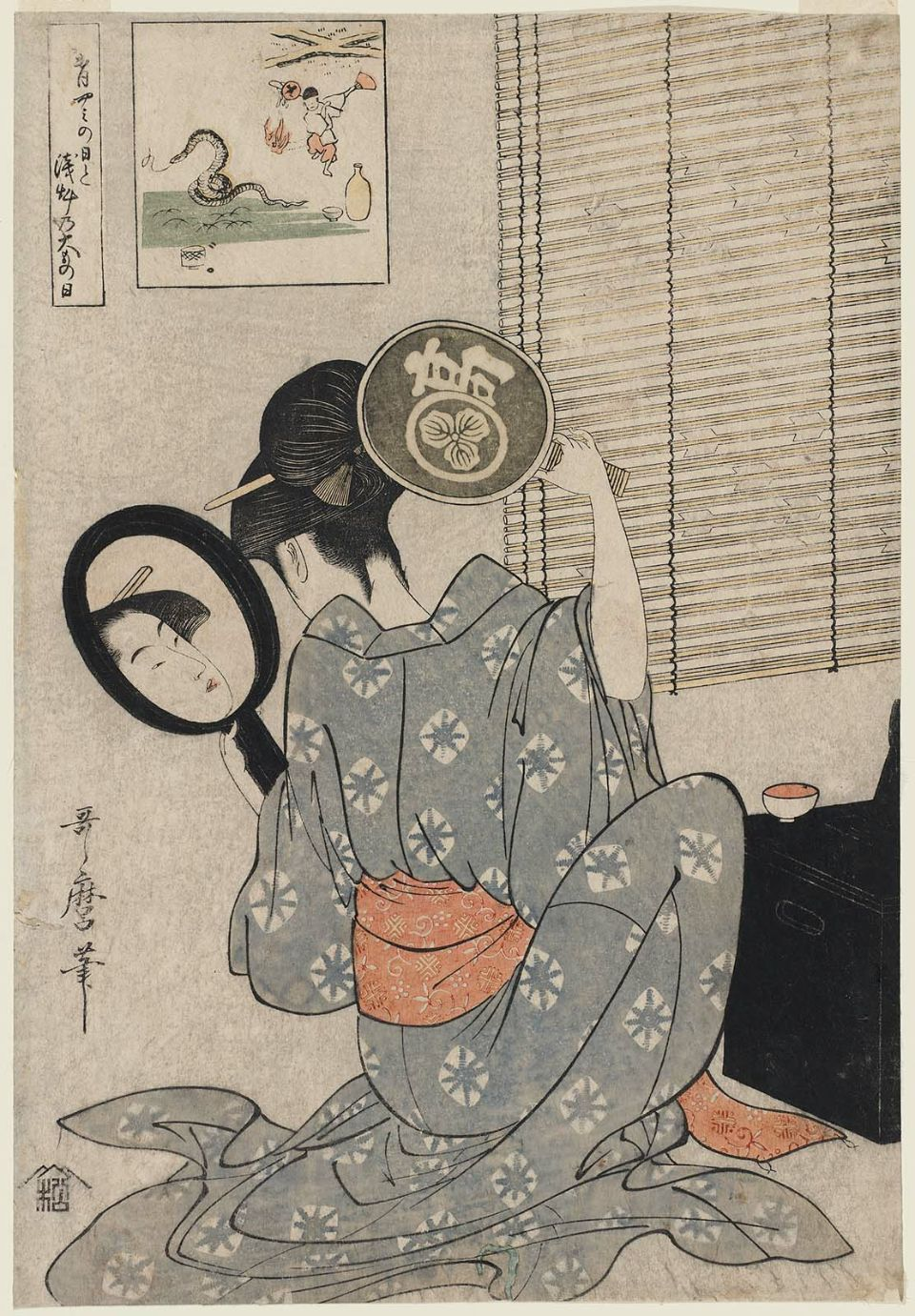
手鏡による合わせ鏡

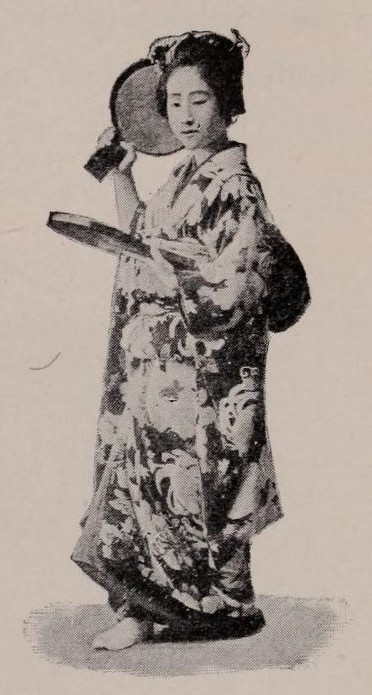
合わせ鏡をする明治の女性

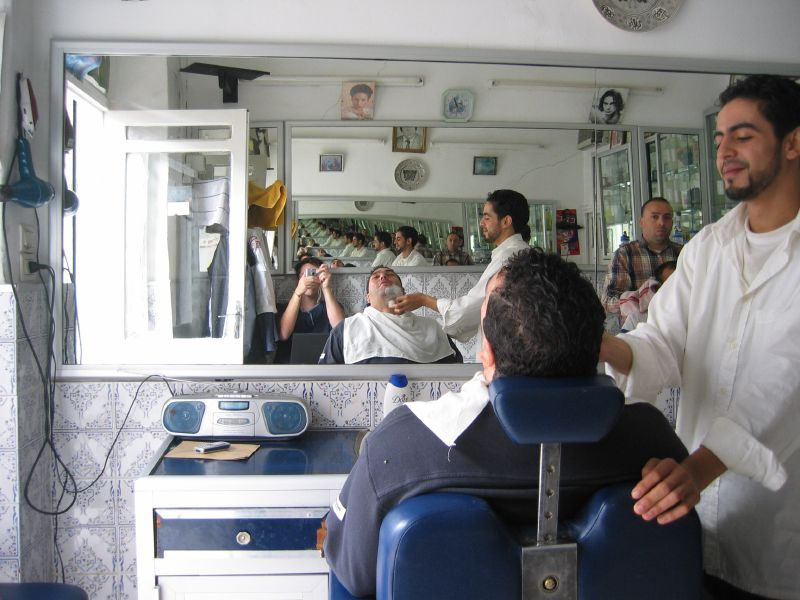

合わせ鏡（あわせかがみ）とは、2枚の鏡を合わせる（向かい合わせに配置する）ことである。
鏡は自分の姿を写すために使われるが、その原理上、正面しか写らない。しかし自分の背中を見たい場合がある。そういうときは、背面に鏡を一つ設置、そこに背中を写して、正面の鏡で背中側の鏡に映った像を見ることができる。これが合わせ鏡である。
しかし、このとき鏡に映った鏡の中に鏡が写り、その中にまた鏡が写る、という具合に、鏡の中は途方もない広がりを見せる。理論的には正面から向かい合わせれば、両側の鏡にそれぞれ無限の枚数の鏡が映ることになる。正面から向かい合わせなくても、その角度に応じて何回かの写り込みができ、複数枚数の鏡を向き合わせれば、より複雑な写り込みの連鎖ができる。万華鏡はこのようにして作られる。
部屋などを広く見せたりするための表現技法として、しばしば使われることがあり、模型での使用例にアメリカの著名モデラーのジョン・アレンの鉄道レイアウト『Gorre & Daphetid』には「世界最大の屋内駐車場（実際は車の模型が2台並んでいるだけ）」と「地下鉄の駅（実際は列車の走行はできない小さなジオラマ）」を無数の自動車が並ぶ駐車場や闇の向こうにカーブして消えていく地下鉄線路とホームに見せているという物があった。

## 有限性
合わせ鏡の像は「無限に続いている」と評されることがある。しかし実際には、有限個の像しか見ることはできない。その理由は、効果が大きい順に、以下のようなものがある。
- 1枚目の像が、2枚目以降の像を隠してしまう。これを避けるために、鏡や像の位置関係をずらすと、有限回の反射で像は鏡からはみ出てしまう[注釈 1]。
- 反射率100%の鏡は存在しない。通常の鍍金鏡の反射率は、アルミ蒸着鏡で約80%、銀引き鏡で約90%で、高反射率を謳った鏡で最高99%程度、レーザー発振など光工学で使う特殊な鏡で最高99.99%程度である。
- 像は光の行程の逆二乗に反比例して小さくなるため、有限回の反射で見える限界より小さくなる。
- 真空中以外では、光は吸収・散乱される。たとえば、澄んだ空気の消散係数はおおよそ 10-5 m-1 で、10 km 進むごとに63%が吸収・散乱される。
- 光速度は有限なので、無限の像を生むには無限の時間が必要である。

## 光時計
合わせ鏡は、特殊相対性理論の思考実験に使われる。合わせ鏡の間を反射する光を利用して時間を計測する光時計を使って、速度による時間の遅れを説明できる。

## 都市伝説
合わせ鏡を作り呪文を唱えると悪魔が現れる、過去・未来が見えるといった都市伝説を持つ。